# Jürg Reinhart
Jürg Reinhart. Eine sommerliche Schicksalsfahrt ist der erste Roman des Schweizer Schriftstellers Max Frisch. Er entstand zwischen Winter 1933 und Frühjahr 1934 und wurde im gleichen Jahr bei der Deutschen Verlags-Anstalt veröffentlicht. Frisch distanzierte sich später von seinem autobiografisch geprägten Jugendwerk, das als Einzelausgabe nicht neu aufgelegt wurde, nahm es aber in die Gesammelten Werke auf. Sein zweiter Roman J’adore ce qui me brûle oder Die Schwierigen schloss 1942 an die Handlung des Erstlings an.
Jürg Reinhart, der Protagonist des Romans, ist ein junger Mann im Prozess der Selbstfindung. Zu diesem Zweck reist er nach dem Abbruch seines Studiums gen Griechenland. In einer kroatischen Pension trifft er auf drei Frauen, kann jedoch nur eine von ihnen lieben: die todkranke Wirtstochter. Als sie im Sterben liegt, leistet er ihr Sterbehilfe, eine Tat, die ihn am Ende reifen lässt.

## Inhalt
Jürg Reinhart hat mit 21 Jahren sein Studium aufgegeben, weil er sich in den Kopf gesetzt hat, an der Seite seiner Geliebten in Wien zu leben. Kaum dort angekommen, wandelt sich seine Motivation: Er reist weiter, irgendwohin, um sich einmal alleine durchzuschlagen und in seinem Leben weiterzukommen. Nun befindet er sich bereits die dritte Woche in einer Pension in Ragusa, einem alten Herrensitz mit Namen Solitudo, geleitet von Freifrau von Woerlach, einer verarmten Adligen aus Norddeutschland. Jürg genießt den Sommer an der Adria mit Schwimm- und Segeltouren, während er seinen Lebensunterhalt mit kleinen Berichten für eine heimische Zeitung verdient. Der Welt wie den Menschen tritt er mit dem Selbstbewusstsein entgegen, sie alle irgendwann in Literatur zu verwerten.
Drei Frauen treten in der Pension in Jürgs Leben. Da ist eine niederländische Baronin von 39 Jahren, die mit einem 21 Jahre älteren Mann verheiratet ist, der längst daran gewöhnt ist, dass sie ihn an jedem Ort mit jemand anderem betrügt. Obwohl sich Jürg der Schicklichkeit zuliebe zu gemeinsamen Aktivitäten mit der Baronin verpflichtet sieht, entzieht er sich ihren Nachstellungen, denn sie begehre nur seinen jungen Körper und liebe ihn nicht.
Mehr Interesse zeigt Jürg für Hilde, das neue Hausmädchen der Pension, das mit seinen 18 Jahren dem Leben noch mit großer Naivität gegenübertritt. Doch auf einem gemeinsamen Segeltörn kann sich Jürg zu keinen Annäherungsversuchen überwinden. Überhaupt erscheint es ihm als großer Mangel, dass ihm nicht gelingt, was allen Burschen seines Alters so leicht fällt: einer Frau nahezukommen. So hegt er hohe Erwartungen an die erste intime Begegnung mit einer Frau, die seinem Leben endlich den Sinn offenbaren soll.
Erst mit der dritten Frau, mit Inge, der Wirtstochter von 30 Jahren, gelingt es Jürg, gegenseitige Zuneigung zu entwickeln. Im Krieg hat Inge ihren Bräutigam und den geliebten jüngeren Bruder Hennings verloren. Über den Schmerzen ihrer Verluste liegt eine Maske von jugendlicher Fröhlichkeit. Mit Inge tauscht Jürg seinen ersten Kuss. Doch es hält ihn nicht in der Pension, und er bricht auf, um seine Reise nach Griechenland fortzusetzen.
In Jürgs Abwesenheit verschlechtert sich der Gesundheitszustand Inges dramatisch. In ihrer finanziellen Notlage kann sich ihre Mutter keinen Arztbesuch leisten, und erst die heimliche Großzügigkeit eines neuen Gasts, Frau von Reisner, ermöglicht Inges notwendige Operation. Doch nach einer Blutvergiftung geben die Ärzte Inge, die unter heftigen Schmerzen leidet, nur noch wenige Wochen zu leben. Zwischen der Mutter, ihrer Freundin und dem Krankenhauspersonal entspinnen sich Debatten um Möglichkeit und Rechtfertigung einer verbotenen Sterbehilfe, doch letztlich übernimmt niemand die Verantwortung. Derweil wird die in der Pension zurückgebliebene Hilde von Frau von Reisners Sohn Robert, einem leichtlebigen Dandy, entjungfert und mit ihren Träumen von einem gemeinsamen Leben sitzengelassen. Jürg hingegen, dessen Gedanken immer noch bei Inge hängen, ist über die Türkei nach Athen gelangt. Eine Nacht alleine in den Tempelanlagen von Delphi wird für ihn zum Inbegriff des Glücks.
Als Jürg wieder nach Ragusa zurückkehrt, trifft er die leidende Inge noch an. Am nächsten Tag ist sie tot. Das Gerücht einer möglichen Sterbehilfe breitet sich aus, die örtlichen Autoritäten hoffen auf eine Handhabe gegen den ungeliebten österreichischen Arzt Heller. Schließlich gesteht Jürg, der noch Wochen in der Pension verbringt und Inges Buchführung fortführt, Frau von Woerlach, dass er es war, der Inge die tödliche Spritze verabreichte. Die Mutter sieht darin einen Beweis seiner großen Liebe und verheimlicht seine Tat, mit der er fortan alleine wird leben müssen. Als Jürg in seine Heimat abreist, fühlt er sich gereift. In wenigen Wochen sind Dinge geschehen, die ihm wie Jahre vorkommen.

## Hintergrund und Entstehungsgeschichte
Max Frisch verwies selbst mehrfach auf den autobiografischen Hintergrund von Jürg Reinhart: „Das Ergebnis war ein erster, ein sehr jugendlicher Roman, der, wie viele Erstlinge, ganz in der Autobiographie steckenblieb.“ Auch im Gespräch mit Heinz Ludwig Arnold betonte er, Jürg Reinhart sei „eine schwach getarnte Autobiographie, und als Autobiographie einfach nicht ehrlich genug“.
Der Roman beruhte auf tatsächlichen Ereignissen, die ihren Anfang nahmen, als Frisch im Frühjahr 1933 als Sportkorrespondent für die Neue Zürcher Zeitung zur Eishockey-Weltmeisterschaft nach Prag fuhr. Aus den geplanten vierzehn Tagen wurde am Ende eine Reise von acht Monaten, die Frisch über Budapest, Belgrad, Sarajevo, Dubrovnik, Zagreb, Istanbul bis nach Athen führte, wo Frisch zu Fuß nach Korinth und Delphi wanderte, ehe er über Dubrovnik, Bari und Rom Ende Oktober 1933 wieder in seine Heimatstadt Zürich zurückkehrte. An der Adria nahe Dubrovnik gab es tatsächlich eine Pension namens Solitudo, in der sich Frisch einige Wochen aufhielt. Sie wurde geleitet von einer verarmten Adligen namens von Woedtke und deren Tochter Ehrengard. Auch ein Baron und eine Baronin von Ittersum logieren in der Pension. Frisch schrieb schwärmerische Briefe über seine Gastgeber nach Hause, sowie eine Reportage an die NZZ, die mit den Worten begann: „Eigentlich waren diese dalmatischen Tage zum Verzweifeln: dass man nicht malen kann und solche Farben hier lassen muss. Denn Briefe bleiben wohl höchstens die Deutung einer Schönheit. Nie diese Schönheit selber. Nie solches Leuchten eines Südlandhimmels, wenn er wolkenleer ist. Zum Hinaufjauchzen.“
Zu einem prägenden Erlebnis wurden für Frisch die anschließenden drei Wochen in Griechenland, über die er ebenfalls eine Reportage schrieb, die er unter den Titel Glück in Griechenland stellte. Die Idylle seiner Reise beendete am 16. August 1933 ein Brief seiner Mutter, die den Tod Ehrengard von Woedtkes berichtete. Frisch reiste sofort nach Dubrovnik zurück und half Ehrengards Mutter noch einige Wochen, die Hinterlassenschaft zu ordnen, wozu er schrieb: „wir gehen durchs haus, wo alte und neue gäste sind und alles weitergeht, und warten auf unsere Ehrengard. es ist so grausam“. In einem späteren Interview mit Volker Hage resümierte Frisch seine Reise abgeklärter: „Das war, obschon verdüstert durch den jähen Tod einer jungen Frau, eine volle und glückliche Zeit“, wobei ihn mit der Frau „eine reine Verehrungsgeschichte“ verband: „Sie war dreiunddreißig Jahre alt, eine dicke Blonde, Ostdeutsche. Als ich weg war, auf meiner Reise nach Istanbul, ist sie gestorben.“
Seine Erlebnisse setzte Frisch kurz nach seiner Rückkehr zwischen Winter 1933 und Frühjahr 1934 in den Roman Jürg Reinhart um. Dabei hatte er den Stoff zuerst als Schauspiel geplant. Auf diesen Ursprung führte Julian Schütt auch die geschliffenen Dialoge des Beginns zurück, der einer Schauspielfassung entstammte, in der sich Jürg bereits den Avancen einer reifen Holländerin erwehren musste. In den Roman flossen zahlreiche journalistische Arbeiten ein, die Frisch zuvor von der Reise verfasst hatte, überwiegend für die NZZ. Frisch selbst beschrieb im Rückblick: „Es waren soviel Texte da, und dann habe ich das halt gemacht; so Feuilletons, die ich einfach zusammengekittet habe.“
In der Deutschen Verlagsanstalt veröffentlichte Frisch nach eigenem Bekunden, weil er keinen Schweizer Verlag gefunden habe. Obwohl ihm dies auch kritische Stimmen einbrachte, ein „unschweizerischer Überläufer“ zu sein, publizierte der junge und damals weitgehend unpolitische Frisch noch bis 1937 im nationalsozialistischen Deutschland. Für die Deva entsprach der junge, unbekannte Schweizer ihrem Ideal eines Erlebnis- und Reisedichters, was sich auch in den Untertiteln der beiden frühen Werke niederschlug. Ihr Generaldirektor Gustav Kilpper gestand Frisch allerdings 1944, „dass uns die Vorgänge und die Menschen, von denen Sie erzählen, neben all dem Großen und Schrecklichen, das uns heute jeder Tag nahe bringt, im Grunde unwichtig und privat erschienen.“

## Interpretation

### Genre
Der Roman wird von den meisten Rezensenten der Gattung des Bildungsromans, Erziehungsromans oder Entwicklungsromans zugeordnet. Das zentrale Thema ist die Entwicklung Jürg Reinharts, obwohl der Roman oft dessen Perspektive verlässt, insbesondere der mittlere der drei Teile sich hauptsächlich auf Inges Sterben statt Reinharts Entwicklung konzentriert, und die Handlung, untypisch für dieses Genre, nur den Zeitraum weniger Monate umspannt. Volker Weidermann sprach hingegen sowohl von einem Künstlerroman als auch einem Kolportageroman. Urs Bircher wies auch auf die „sentimental journey“ eines Reiseromans hin, aber auch er sprach von Mustern von Trivialliteratur.

### Hauptfigur
Bircher beschrieb den Protagonisten als einen „Schweizer Parzival“, der in seinen Landesfarben Weiß und Rot gekleidet sei. Sein Name „Reinhart“ stehe für seine noch von keiner sexuellen Erfahrung „beschmutzte“ Reinheit und der Hartnäckigkeit, mit der er seine Reinheit trotz allzeit bereiter Damenwelt verteidige. Auch für Weidermann fokussiert sich der Roman auf „einen reinen Helden, der in einer dunklen Welt versucht, seine Reinheit zu bewahren“. Dabei bedient sich Frisch zahlreicher Klischees, von den weiblichen Verführungen wie den dunklen und zwielichtigen Einheimischen, auf die Frisch trifft. Für Walter Schmitz trägt der „reine Tor“ Reinhart Züge eines „neuromantischen Seelenvagabunden“ und verkörpert „die gesunde Jugend schlechthin“. Als Jürgs Gegenfigur baut der Roman Robert von Reisner auf, dessen leichtfertiger Umgang mit Sexualität sich paart mit Verantwortungs- und Lieblosigkeit. Sein Kontrast im Umgang mit Hilde soll Jürgs tätige Liebe in ihrer Menschlichkeit und eigentlichen Männlichkeit positiv herausstreichen.
Walburg Schwenke deutete den Roman – wie das gesamte Frühwerk Max Frischs – vor dessen existenziellen Grundkonflikt zwischen einer bürgerlichen und einer Künstlerexistenz. Dabei wird Frischs Alter Ego Jürg Reinhart in einer gesellschaftlichen Außenseiterrolle gezeigt. Gegenüber der Baronin und Hilde bleibt er handlungsunfähig. Anders ist sein Verhältnis zur Natur, in der er Hindernisse zu überwinden vermag. So hat etwa das Meer für Jürg eine besondere Funktion, und die Beziehung zur Baronin wie zu Hilde haben beide ihren Höhepunkt auf dem Meer. Der Gegenentwurf zum Außenseiter Jürg ist der in der Gesellschaft integrierte Robert von Reisner. Doch indem dieser nur schablonenhaft gezeichnet ist, dient er bloß zur Bestätigung, dass es zum Weg Jürg Reinharts, und damit für Frischs eigene Entscheidung zur Selbstverwirklichung in der Literatur, keine Alternative gibt.

### Einflüsse des Zeitgeists
Reinharts Suche nach dem erfüllten Leben erklärte Walter Schmitz vor dem Hintergrund von Lebensphilosophie, Lebensreform- und Jugendbewegung Anfang des 20. Jahrhunderts. Auch die Zivilisationskritik und Hinwendung zum einfachen Leben, etwa auf Reinharts Griechenlandfahrt, verweise auf diese Einflüsse. Auf der anderen Seite steht das Außenseitertum Reinharts, die Einsamkeit, die sich im „Fremdenhaus“ und dessen Namen „Solitudo“ widerspiegeln. Hier sieht Schmitz Anklänge auf das von Frisch geliebte „Einsamkeitsgedicht“ Hermann Hesses Im Nebel. Mehrfach findet sich im Roman in der verfehlten Kommunikation, etwa durch nicht gelesene Briefe, auch eine Sprachskepsis, die aus dem Ästhetizismus stammt. Die sakrale Überhöhung der Frau führt wieder zurück zur Gedankenwelt des Lebenskultes. Sie wird am Ende zur Geburtshelferin des männlichen Ichs.
Julian Schütt wies darauf hin, dass das Ende des Romans in die Fahrwasser der zur Entstehungszeit populären Eugenik geriet. So wird etwa über Inge ausgesagt, „daß ihr Blut verbraucht war und nicht mehr weitergegeben werden sollte.“ Ferner: „Denn es kommen Geschlechter, die jünger sind und gesünder und fähiger zum Leben.“ Und: „Aber dann mußte man nochmals adelig sein, indem man dem Vaterland den letzten und schwersten Dienst erwies, indem man auslöschte.“ Dies erinnert fatal an die Idee der „Vernichtung unwerten Lebens“, die sich im nationalsozialistischen Deutschland gerade ausbreitete, die aber auch in der Schweiz diskutiert wurde.
Urs Bircher verwies auch auf den Rassismus, in dem sich das „arische Heldenpersonal“, ob aus der Schweiz, Deutschland oder Österreich in einer Art Chiaroscuro-Technik vor dem slawisch-türkischen Hintergrund abhebe, der als „dunkel“, „verschlagen“ und „faul“ charakterisiert werde bis hin zum „Jüdlein“ mit „Dreckhals“ auf einem Basar. Reinharts Sterbehilfe sieht er dagegen nicht in der Nähe der Euthanasie im Nationalsozialismus. Sie solle eher die Größe der „Männlichkeit“ in Reinharts „männlicher Tat“ beweisen. Der Held selbst postuliert dazu: „Man wird nicht Mann durch die Frau.“ Man beweise sich als Mann „durch eine männliche Tat“. Erst durch diese erlange man die höchste Stufe menschlicher Entwicklung. Jürgen H. Petersen befand: „Das klingt noch pathetischer und absurder, als es in diesem Roman dargestellt wird“. In der Vorstellung des „tätigen Lebens“ als eigentlich Menschlichen machte er einen Einfluss Goethes aus. Alexander Stephan führte die Betonung von „männlicher Stärke und Reife“ und der „großen Tat“ dagegen vor allem auf die Zeit der 1930er Jahre zurück.

### Bezug zum Gesamtwerk
In Jürg Reinhart formulierte Frisch zum ersten Mal die Bildnisproblematik, die sein späteres Werk mit bestimmen sollte. So schreibt Jürg im zweiten Teil in einem Brief: „Sehen Sie: wenn ich ringsum von fertigen Menschen gestoßen werde, wenn ich sozusagen von Hand zu Hand gereicht werde und mich jedermann formen kann nach seinem Bilde, so zerbröckelt man schließlich.“ Die Idee des fremd geformten Bildes wird in einer folgenden Episode, in der Jürg von den Mitreisenden auf einer Schifffahrt in die Rolle eines berühmten Pianisten gedrängt wird, veranschaulicht.
Alexander Stephan machte noch auf andere Motivkomplexe aufmerksam, die im Erstling bereits angelegt waren und Frischs späteres Werk bestimmten: die autobiografischen Elemente, der Künstler als Außenseiter, die unerfüllte Glücks- und Liebessehnsucht, dabei insbesondere das Meer als Symbol von Freiheit und Erfüllung, schließlich die Kommunikation von Lebenden und Toten. Volker Hage wies auf die unbestimmte Schuld hin, die dem Helden am Ende bleibt, und über die kein Gericht ein Urteil sprechen kann, ein Motiv, das sich in Blaubart wiederholt. Urs Bircher sah den Roman am Anfang einer langen Reihe von „mehr oder minder fiktiven Ich-Geschichten“, die Frisch in der Folge schreiben sollte.

## Rezeption
Die Aufnahme von Frischs Erstling in der zeitgenössischen Kritik war sehr positiv, Frisch nahm fast
ausschließlich „lobende werbungen“ wahr. Man erhob den Debütanten über die anderen jungen Schweizer Autoren. Auch in Deutschland wurde Frisch überwiegend positiv besprochen, Kritik kam hier eher von den für deutsche Blätter schreibenden Schweizer Rezensenten. So vermisste etwa Leonhard Beriger den „lebendigen geistigen Austausch“ mit Deutschland, den ein Jakob Schaffner biete. Laut Alexander Stephan wurde Jürg Reinhart von der deutschen Kritik besonders „wegen seines Eintretens für die alles klärende und reinigende ‚große Tat‘ gelobt.“
Hellmut Schlien bewertete den Roman als „Versprechen […] sehr positiv“ und gab dem jungen Autor „ein ehrliches Wort der Aufmunterung mit auf den Weg“. Frischs Roman war für ihn ein Beispiel, dass die Literatur „nach der Überspitzung psychologisierender Sezierkunst im Roman, wieder zu einer Art archaisierenden epischen Vortrags zurück“ finde. Er lobte: „Die Art und Weise der Darstellung ist außergewöhnlich frisch. Eine noch etwas ungestüme, ja zuweilen zügellose Prosa krallt sich in die Menschen, Verhältnisse und Geschehnisse und fängt sie sozusagen blutfrisch ein. Hier stecken, schon rein stilistisch gesehen, erfreuliche Qualitäten eines unbesorgten Ausdrucks und einer gewissen mitreißenden Nervosität des Erzählens.“
Auch in der Schweiz erhielt Frisch überwiegend positive Kritiken. Hugo Marti befand im Bund, der „junge Parzival aus Zürich“ schwatze zwar etwas viel, doch seine Besprechung war grundsätzlich von Sympathie und Einfühlung geprägt. Robert Faesi, ein Professor Frischs an der Universität Zürich, veröffentlichte in den Basler Nachrichten ebenfalls eine wohlwollende Rezension, und die Zeitung stellte den Jungautoren als „Reiseplauderer“ vor. Eduard Korrodi, der Feuilletonchef von Frischs Hauszeitung, der NZZ, verweigerte allerdings den von Frisch erhofften Vorabdruck, weil Jürg Reinhart „nicht der Roman der jungen Generation ist“ und ihm „persönlich das Thema nicht zeitgemäß dünkt“. Stattdessen veröffentlichte die NZZ ein fingiertes Interview, und Korrodi schob später eine auf Frisch gemünzte Glosse über einen Jungautor nach, der die Schaufenster aller Buchläden nach seinem Erstling durchsucht.
Frischs Roman erreichte bald eine Auflage von über 2000 Exemplaren. im Dezember 1934 zeichnete ihn die Zürcher Literaturkommission mit 500 Franken aus, und urteilte, es sei „ergreifend, wie der Held zum Manne wird, indem er eine große Verantwortung auf sich nimmt“, eine „Wendung des Buches aus dem Erotischen ins Ethische“. Nur Emil Ermatinger schränkte in einer Notiz ein, es sei im Roman „viel Exhibition eines seelisch nicht durchaus naturhaften Menschen“ am Werk. Die kritischste Rückmeldung erhielt Frisch privat von seinem damaligen Freund Werner Coninx: „er hat mir meinen Erstling mit Liebe zerrissen, aber so treffsicher, daß ich manchmal den Eindruck hatte, ich verstünde überhaupt nichts von Dichtung.“
Jürg Reinhart wurde bis zur Veröffentlichung von Frischs Gesammelten Werken nicht mehr neu aufgelegt. Als Frischs zweiter Roman J’adore ce qui me brûle oder Die Schwierigen 1942 in seiner Handlung an den Erstling anschloss, stellte Frisch dem Roman einen auf ein Drittel gekürzten Handlungsabriss von Jürg Reinhart voran, da es „unbescheiden“ wäre anzunehmen, der Erstling wäre dem Leser noch bekannt, die Handlung aber auch nicht „nur aus literarischen Bedenken“ unterschlagen werden solle. Bei der Neuausgabe 1957 strich er diesen Handlungsabriss wieder. Noch 1975 äußerte sich Frisch zu seinem ersten Roman: „Der existiert auch nicht mehr und braucht auch nicht mehr zu existieren“.
Die spätere Frisch-Forschung bewertete Jürg Reinhart überwiegend mit Distanz und nahm Frisch eigene Kritik auf. Volker Weidermann nannte ihn als Roman „ziemlich schauderhaft“. Volker Hage betonte, das Werk könne „seinen Charakter als Anfängerarbeit nicht verleugnen, doch als literarisches Dokument eines Dreiundzwanzigjährigen muß es sich auch nicht verstecken.“ Interesse findet der Roman vor allem als frühes Dokument jener „Bilder und Denkmuster“, die in Zukunft Frischs Werk bestimmten. Dazu lässt sich am Roman die, ebenfalls für Frischs Werk kennzeichnende, Umwandlung von Autobiografie in Fiktion studieren.

### Textausgaben
- Max Frisch: Jürg Reinhart. Eine sommerliche Schicksalsfahrt. Deutsche Verlags-Anstalt, Stuttgart 1934. (Erstausgabe)
- Max Frisch: Jürg Reinhart. In: Gesammelte Werke in zeitlicher Folge. Erster Band. Suhrkamp, Frankfurt am Main 1998, ISBN 3-518-06533-5, S. 225–385.

### Sekundärliteratur
- Urs Bircher: Vom langsamen Wachsen eines Zorns: Max Frisch 1911–1955. Limmat. Zürich 1997, ISBN 3-85791-286-3, S. 46–51.
- Walter Schmitz: Max Frisch: Das Werk (1931–1961). Studien zu Tradition und Traditionsverarbeitung. Peter Lang, Bern 1985, ISBN 3-261-05049-7, S. 24–37.
- Julian Schütt: Max Frisch. Biographie eines Aufstiegs. Suhrkamp Verlag, Berlin 2011, ISBN 978-3-518-42172-7, S. 141–144.
- Walburg Schwenke: Was bin ich? – Gedanken zum Frühwerk Max Frischs. In: Walter Schmitz (Hrsg.): Max Frisch. Suhrkamp, Frankfurt am Main 1987, ISBN 3-518-38559-3, S. 63–91, zu Jürg Reinhart S. 70–78.
- Volker Weidermann: Max Frisch. Sein Leben, seine Bücher. Kiepenheuer & Witsch, Köln 2010, ISBN 978-3-462-04227-6, S. 45–51.